# Lista de prefeitos de Piranga
Esta é uma Lista de prefeitos de Piranga, ou seja, uma lista contendo os líderes do executivo do município brasileiro de Piranga, Minas Gerais. Além dos prefeitos eleitos em sufrágio universal, a lista também contem os agentes executivos municipais, interventores federais e prefeitos interinos.
A lista inicia-se em 1912, pela falta de documentação digitalizada sobre o assunto. Durante a Primeira República, segundo a Constituição de 1891, a gestão do executivo municipal caberia ao prefeito. No entanto, a lei n. 2 de 14 de setembro de 1891, definia que a função executiva seria exercida pela figura do Agente Executivo Municipal. O presidente da Câmara também ocupava o cargo de agente executivo, com amplos poderes.
A política piranguense ficou marcada pelo coronelismo, principalmente atráves de figuras como Coronel José Ildefonso da Silva e Coronel Amantino Maciel. A herança coronelista em Piranga manteve-se por muitas décadas, isso torna-se evidente na supremacia do PR, partido herdeiro do PRM, na política local.
Com a Revolução de 1930, liderada por Getúlio Vargas, ocorreu uma quebra da ordem política da Primeira República. Foram criadas as figuras das prefeituras, que ficariam responsáveis pelas funções executivas dos municípios. Na Era Vargas, predominou-se os prefeitos nomeados, chamados de interventores, pelo fato das eleições terem sido suspensas.
O cargo de prefeito no Brasil, foi criado em 11 de abril de 1835, pela assembleia provincial paulista, em reação aos amplos poderes conferidos pelo Código de Processo Criminal de 1832 às câmaras municipais. Seguiram o exemplo paulista seis províncias do nordeste brasileiro (Alagoas, Ceará, Maranhão, Paraíba, Pernambuco e Sergipe).
Sob a vigente ordem constitucional, essa designação é dada ao funcionário público do Poder Executivo municipal, que exerce seu cargo em função de uma legislatura (mandato), sendo para tanto eleito a cada quatro anos, podendo ser reeleito por mais 4 anos (segundo mandato).
Funções
O poder executivo municipal chefia a administração e comanda os serviços públicos, tendo como comandante o prefeito.
A partir da constituição brasileira de 1934, o cargo de prefeito passou a ser o único, em todo o Brasil, ao qual estão atribuídas as funções de chefe do poder executivo do governo local, em simetria aos chefes dos executivos da União e do estado, portanto, em forma monocrática. Este texto quer dizer que deverá haver harmonia e integração de ação entre as esferas envolvidas sem a intervenção de uma na outra, exceto nos casos previstos na Constituição Federal.
Eleições
O prefeito é eleito por sufrágio universal, secreto, direto, em pleito simultâneo em todo o País, realizado a cada quatro anos, no primeiro domingo de outubro.
E trinta dias após tem lugar o segundo turno, se o eleito em primeiro lugar não atingir 50% dos votos válidos mais um voto, no caso de municípios com mais de duzentos mil eleitores.
Conforme a legislação eleitoral atual no Brasil para tornar-se elegível, exige-se uma série de requisitos;
- Possuir nacionalidade brasileira ou portuguesa (neste caso, o cidadão português deve se encontrar amparado pelo Estatuto de Igualdade entre Portugueses e Brasileiros),
- Título de eleitor em dia e estar em gozo pleno do exercício dos direitos políticos,
- Domicilio eleitoral na circunscrição na qual o candidato se apresenta,
- Filiação partidária,
- Ser alfabetizado (tópico invalidado pela atual constituição brasileira de 1988),
- Desincompatibilização de cargo público — Se ocupa um cargo público deve sair seis meses antes das eleições e voltar caso possa só após seis meses ao pleito eleitoral,
- Renúncia de outro mandado até seis meses antes do pleito e não ser parente afim ou consangüíneo, até segundo grau, ou cônjuge de titular de cargo eletivo; pode, entretanto, ser candidato à reeleição (artigo 14 da Constituição),
- Ter idade mínima de 21 anos.

## Lista de prefeitos
| Nome                             | Partido                    | Início do mandato          | Final do mandato           | Observações |
| Sexta República Brasileira       | Sexta República Brasileira | Sexta República Brasileira | Sexta República Brasileira | Sexta República Brasileira |
| -------------------------------- | -------------------------- | -------------------------- | -------------------------- | --- |
| Luis Helvécio Silva Araujo       | PMN                        | 2021                       | 2028                       | Conhecido como Luisinho. É o atual prefeito de Piranga, reeleito para um segundo mandato. |
| José Carlos de Oliveira Marques  | PV                         | 2017                       | 2020                       | Conhecido como Zé Carlos. |
| Carlos de Araujo Silva           | PMDB                       | 2013                       | 2016                       | Conhecido como Carlinhos, foi prefeito em três ocasiões. |
| Eduardo Sérgio Guimarães         | PSDB                       | 2005                       | 2012                       | Conhecido como Dr. Eduardo. Foi prefeito em três mandatos. |
| Celso Peixoto Maciel             | PL                         | 2001                       | 2004                       | [ 13 ] |
| Carlos de Araujo Silva           | PMDB                       | 1997                       | 2000                       | [ 14 ] |
| Eduardo Sérgio Guimarães         | PSDB                       | 1993                       | 1996                       | [ 12 ] |
| José Moreira Marotta             | PDS                        | 1989                       | 1992                       | Conhecido como Zequinha, foi prefeito em três ocasiões. |
| Ditadura civil-militar de 1964   |                            |                            |                            | |
| Carlos de Araujo Silva           | PMDB                       | 1983                       | 1988                       | [ 18 ] |
| José Moreira Marotta             | PDS                        | 1979                       | 1982                       | [ 17 ] [ 20 ] [ 21 ] |
| Francisco Lins Peixoto           | ARENA                      | 1975                       | 1978                       | Conhecido como Zuzu, foi prefeito em três ocasiões. |
| José Moreira Marotta             | ARENA                      | 1971                       | 1974                       | [ 17 ] [ 20 ] [ 21 ] |
| Francisco Lins Peixoto           | ARENA                      | 1967                       | 1970                       | [ 25 ] |
| Antônio Teixeira de Carvalho     | ARENA                      | 1963                       | 1966                       | Conhecido como Tãozinho do Gago, esta na memória popular piranguense como um dos melhores prefeitos da História, por ter investido na inflaestrutura da cidade e ter trago a CEMIG ao munícipio. |
| Era Vargas e Período Populista   |                            |                            |                            | |
| Francisco Lins Peixoto           | PR                         | 1959                       | 1962                       | [ 28 ] [ 25 ] |
| Dr. José Milagres de Araujo      | PSD                        | 1956                       | 1959                       | [ 31 ] |
| Frederico Gonçalves              | UDN                        | maio de 1955               | 24 de fevereiro de 1956    | Vice-prefeito. Assumiu no lugar de Dr. Solon Ildefonso da Silva, até que fossem realizadas novas eleições.                                                                                       |
| Dr. Solon Ildefonso da Silva     | UDN                        | 1955                       | junho de 1955              | Foi afastado do cargo por ter sido vice-prefeito no mandato anterior, de Sebastião Vidigal Fernandes.                                                                                            |
| Sebastião Vidigal Fernandes      | UDN                        | 1952                       | 1954                       | [ 18 ] [ 25 ] |
| Dr. Solon Ildefonso da Silva     | UDN                        | 1948                       | 1951                       | Médico, filho do Coronel José Ildefonso da Silva. |
| José Vilela Soares da Fonseca    | PSD                        | 1934                       | 1946                       | Interventor indicado por Getúlio Vargas. Militar e cirurgião-dentista. |
| Miguel Batista Ferreira          | PP                         | 1933                       | 1933                       | Interventor indicado por Getúlio Vargas. |
| Roberto de Vasconcellos          | PP                         | 1930                       | 1933                       | Interventor indicado por Getúlio Vargas. Era filho de Diogo de Vasconcellos. |
| Primeira República               |                            |                            |                            | |
| Coronel Amantino Ferreira Maciel | PRM                        | 1921                       | 1930                       | Presidente e agente executivo da Câmara. Deixou o cargo por conta da Revolução de 1930. |
| Agenor de Sena                   | PRM                        | 1919                       | 1920                       | Presidente e agente executivo da Câmara. Juiz municipal do termo de Piranga. |
| Coronel José Ildefonso da Silva  | PRM                        | 1912                       | 1919                       | Presidente e agente executivo da Câmara. O declínio de seu poder deveu-se a gripe espanhola, que dizimou parte da população piranguense e levou-o a uma crise econômica e política.              |